# Dolichopoda kalithea
Dolichopoda kalithea is een rechtvleugelig insect uit de familie grottensprinkhanen (Rhaphidophoridae). De wetenschappelijke naam van deze soort is voor het eerst geldig gepubliceerd in 2012 door di Russo & Rampini.
1. ↑  (en) Dolichopoda kalithea op de IUCN Red List of Threatened Species.